# Давньоримська кіннота

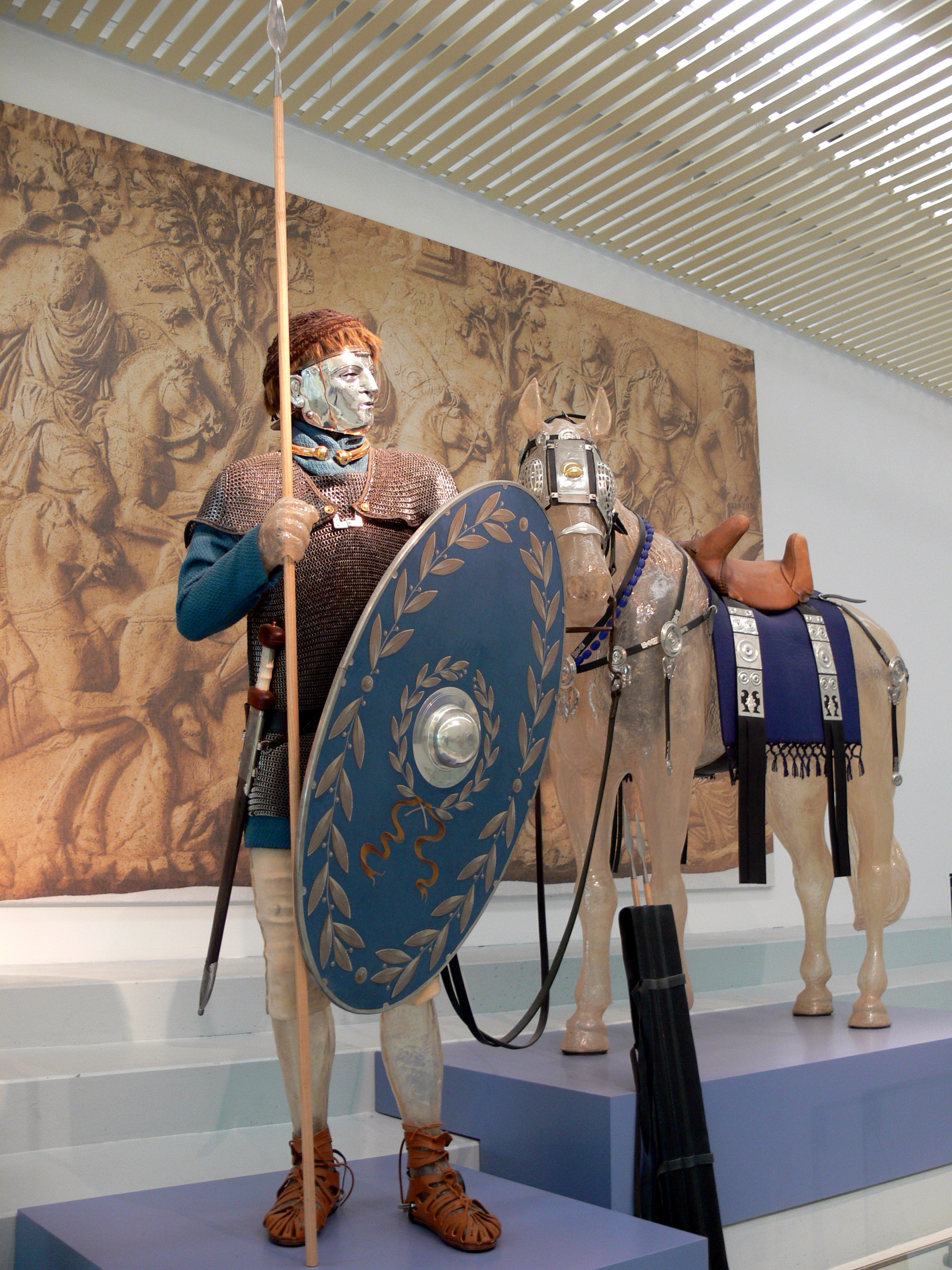
Римський вершник. Музей Валкгоф-Кам (Нідерланди)

Давньоримська кіннота — кіннота Стародавнього Риму. Основа кінноти Риму в царський період і період ранньої республіки складалася з представників соціального стану вершників (лат. equites). Окрім того, в епоху республіки римляни все частіше використовували допоміжне кінне військо ауксиліїв та наймані кінні загони з представників варварських народів. 
Наєм кінних варварів часто був необхідністю: власна кіннота практично завжди була слабким місцем римської армії. Римське військо на початку свого формування не славилось своєю кіннотою, оскільки в Стародавньому Римі ще з часів ранньої республіки основний наголос робився на важку піхоту, однак, з часом, стала очевидною необхідність формування сильної кавалерії.

## Періодреспубліки
Про римську кавалерію періоду республіки відомостей достатньо мало. Відомо, що 300 вершників розділялись на 10 турм по 30 осіб в кожній. У кожній турмі було три декуріони, яких вибирали трибуни, і троє замикаючих (лат. optiones). Очевидно, що ці одиниці по 10 осіб (декурії) були рядами, а значить, кіннота будувалася шеренгою в п'ять або десять осіб у глибину — залежно від обставин. Римська кіннота в цей час була частиною легіону і формувалась в тій же місцевості, що й власне легіон. Відомо також, що третина найкращої кінноти союзників і п'ята частина їх найкращих піхотинців відбиралися для того, щоб утворити особливу бойову одиницю — екстраордінаріїв (лат. extraordinarii). Вони були ударною силою для особливих доручень і повинні були прикривати легіон на марші.
Під час ІІ Пунічної війни в битвах при Требії і Каннах іспанська, нумідійська і карфагенська кіннота Ганнібала буквально знищили римських та італійських вершників, що прикривали фланги легіонів залишили відкритими фланги римської армії, що власне й вирішило долю цих битв. Такі формування кіноти були створенні лише для прикриття флангів і називалися — али. І хоча Сципіон згодом дуже вдало скористався нумідійськими вершниками проти Ганнібала, однак римляни і надалі не приділяли уваги своїй кінноті.
Приблизно в середині II ст. до н. е. римляни приймають важливе рішення ліквідувати кінноту в легіонах і використовувати варварську, командирами якої були місцеві варварські вожді, або ж призначались римляни. Так уже Цезар активно використовував проти Помпея загони гальських і германських вершників.

### Вершники
Варто пам'ятати, що в римському війську до реформ Марія солдати за свої гроші купували собі озброєння. Очевидно, що таким чином в кінноті служили представники найзаможніших верств населення, тому поняття «вершники» (лат. equites) означало ще й соціальний статус. Вершники не обов'язково мали бути кавалеристами, дуже часто (особливо в період імперії) з числа еквітів призначали офіцерів у когортах легіонів, ауксиліях чи турмах.

## Періодімперії

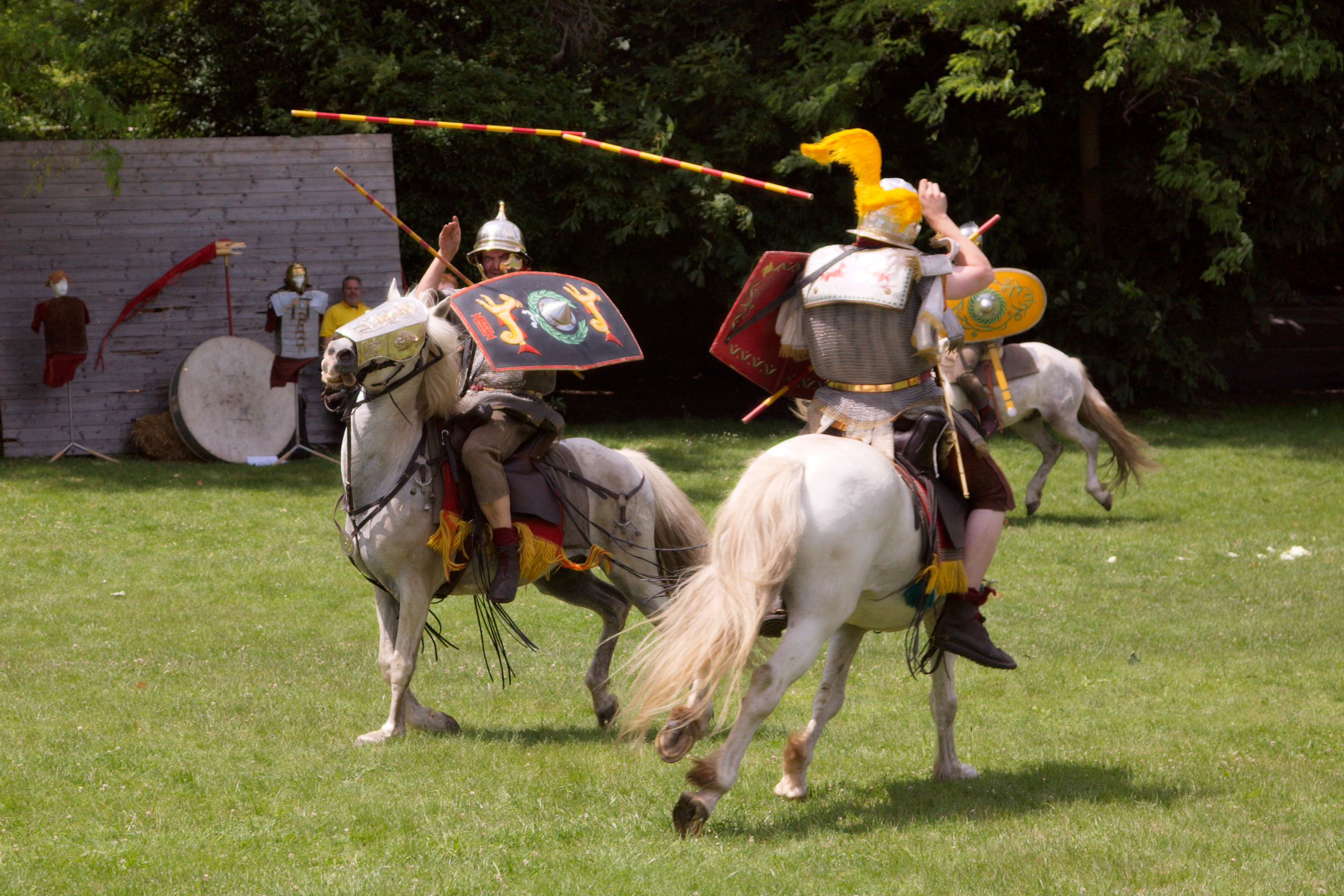
Сцена тренування римських вершників

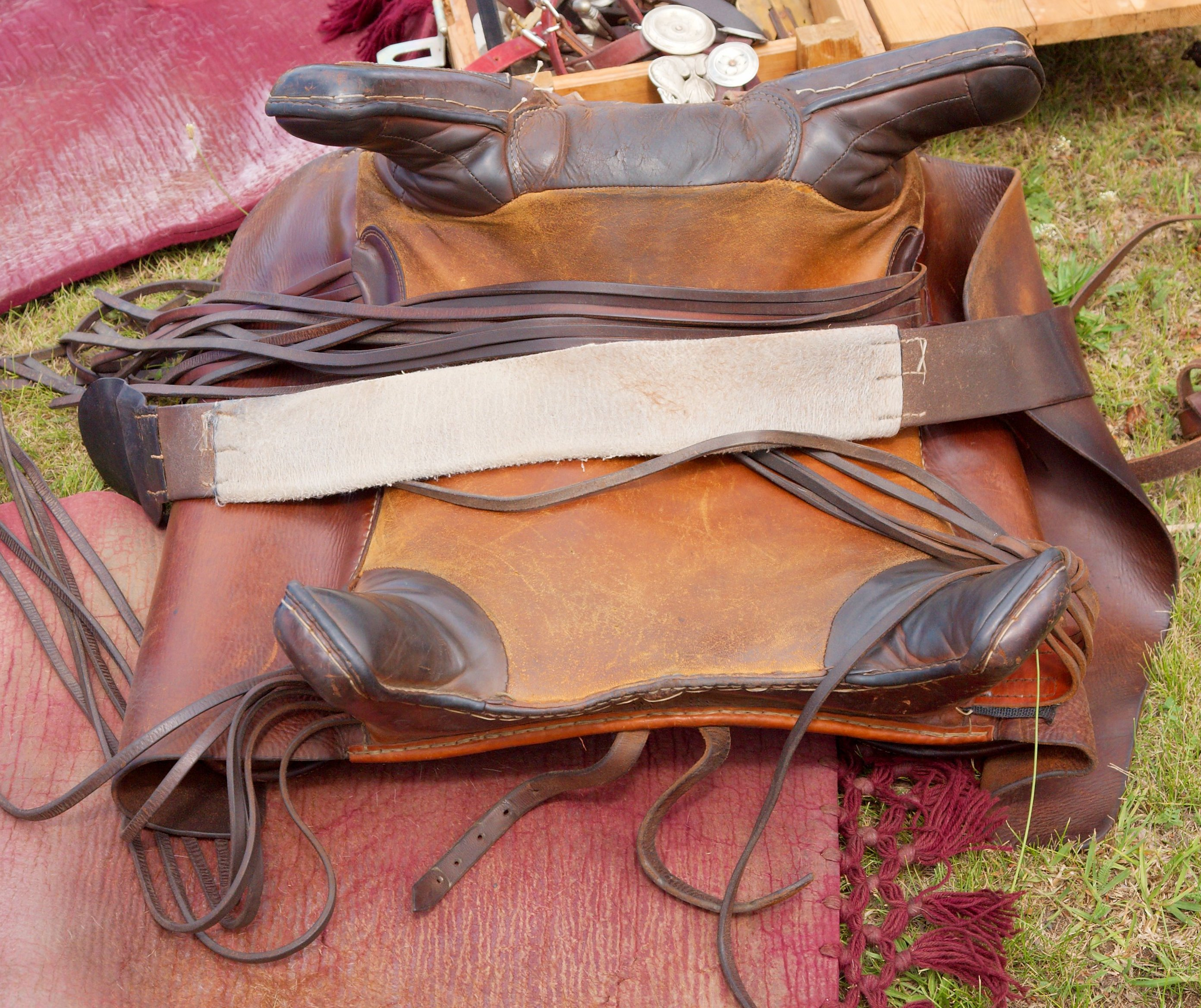
Давньоримське сідло (так зване «чотириріжне») зразка перших століть нашої ери. Сучасна реконструкція

У період ранньої імперії кінні загони, які наймались безпосередньо в місцях ведення бойових дій були перетворені на али (лат. alae  — буквально «крило»), чисельністю близько 500 вершників. Ала в свою чергу ділилась на 16 турм (лат. turmae). Турмою командував декуріон.
У період республіки кіннотою командували в основному варварські воєначальники, однак уже в період імперії командирами кінноти призначались виключно римляни із стану вершників. До кінця I ст н. е., як і в піхоті, з'явилися крупніші з'єднання, чисельністю приблизно у 1000 вершників. Відповідно й кількість турм зросла до 32.
У кожної али був свій стяг-вексилум (лат. vexillum), а у кожної турми свій штандарт-дракон (draco). Офіцери, що стоять нижче декуріона, іменувалися за розміром своєї платні: дуплікарій (duplicarius, буквально — «хто одержує подвійну платню») — відповідав помічникові центуріона в легіоні, і сесквіплікарій (sesquiplicarius, буквально — «хто одержує полуторну платню») — відповідав тесерарію. Крім того, в турмі був ще один офіцер — куратор (curator), який відповідав за коней. Всі інші посади нижче декуріона приблизно відповідають таким же посадам в легіоні. Декуріон, як правило, висувався з простих вершників, але часом на цю посаду призначали сторонніх осіб, особливо в тих регіонах, де не було легіонів і намісник не міг роздавати посади центуріонів.

### Мішані загони
На Цезаря справила велике враження германська змішана кіннота, де легкоозброєні піхотинці бігли поряд з вершниками, тримаючись за гриву коня, щоб не відстати. Подібне ж зустрічалося в Нумідії й Іспанії, та і самі римляни постійно змішували своїх велітів з кіннотою. Можливо, саме так виникли змішані загони, відомі як «кінні когорти» (лат. cohortes equitatae), що зустрічаються в період імперії. Вони складалися із звичайної або подвоєної піхотної когорти допоміжних військ, шести або десяти центурій, об'єднаною з 120 вершниками в звичайній когорті з п'ятисот солдатів або з 240 вершниками в «тисячній» когорті. Ці загони часто помилково вважаються кінною піхотою. Кінна піхота використовувала коней на марші, а перед боєм спішувалась. А кіннота з cohortes equitatae об'єднувалася з кіннотою ал, як на марші, так і в бою. У римській армії таких змішаних підрозділів було досить багато. Вони, мабуть, особливо успішно застосовувалися при охороні кордонів. Таким вершникам платили менше, ніж вершникам, які служили в алах, і спорядження у них було гірше, тим не менш вони були вершниками.

## Посади

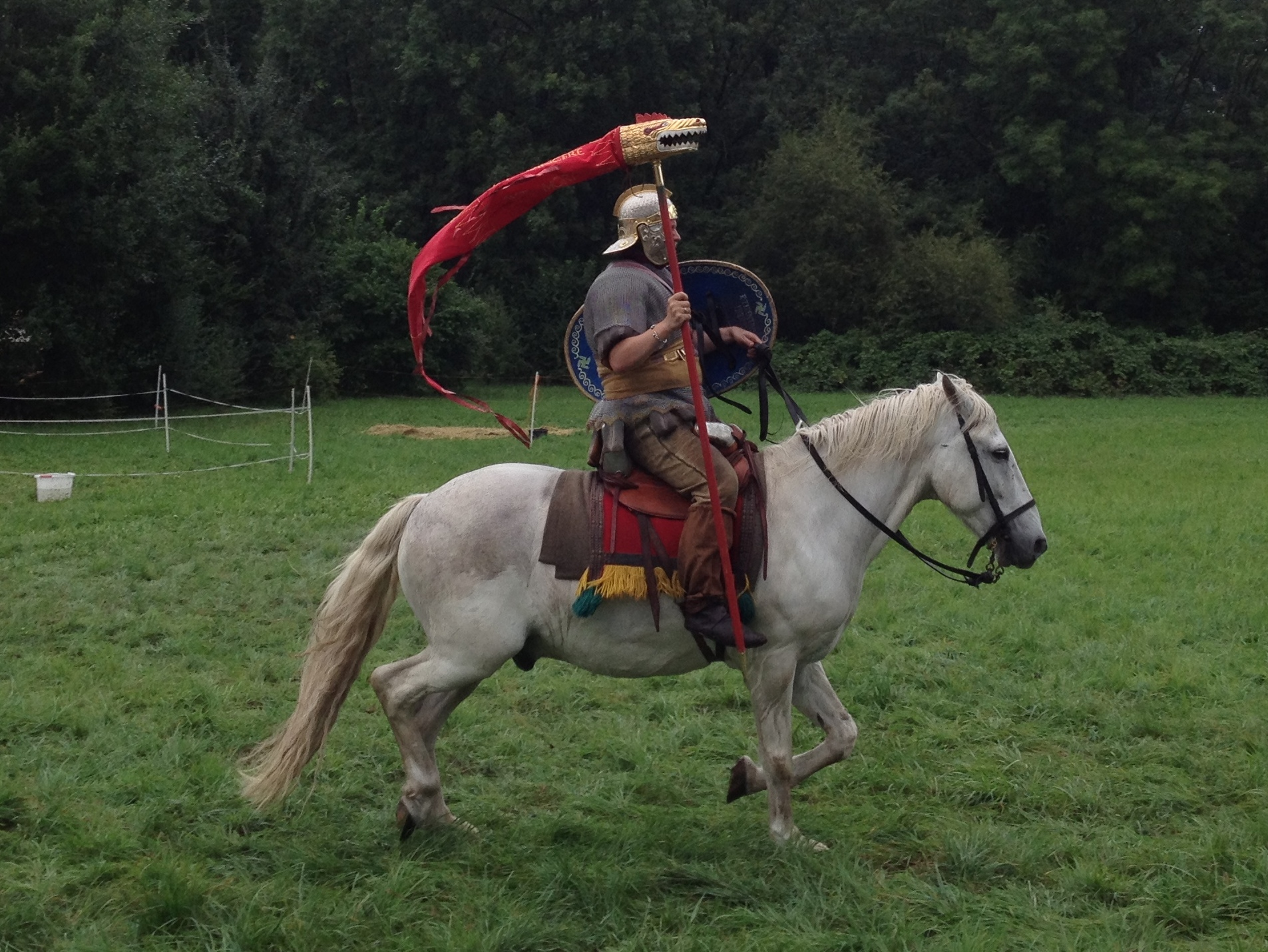
Вершник-драконарій

- Декуріон (decurio) — командир декурії (десятка вершників). Командир першої декурії турми був командиром всієї турми.
- Дуплікарій (грец. duplicarius, дос. «той, хто одержує подвійну платню») — помічник декуріона, відповідав опціону в легіоні.
- Сесквіплікарій (грец. sesquiplicarius, дос. «той, хто одержує півторашню платню») — помічник дуплікарія, відповідав тесерарію в легіоні.
- Куратор (грец. curator, дос. «опікун») — посадовець, що відповідав за коней.
- Драконарій (draconarius) — прапороносець турми. Носив бойовий кавалерійський прапор-драко (draco), який мав вигляд змія з довгим хвостом.
- Літицен, літикен (liticen) — трубач турми. Подавав сигнали за допомогою літууса (lituus) — довгої труби із загнутим розширнем.

## Озброєння та спорядження вершника

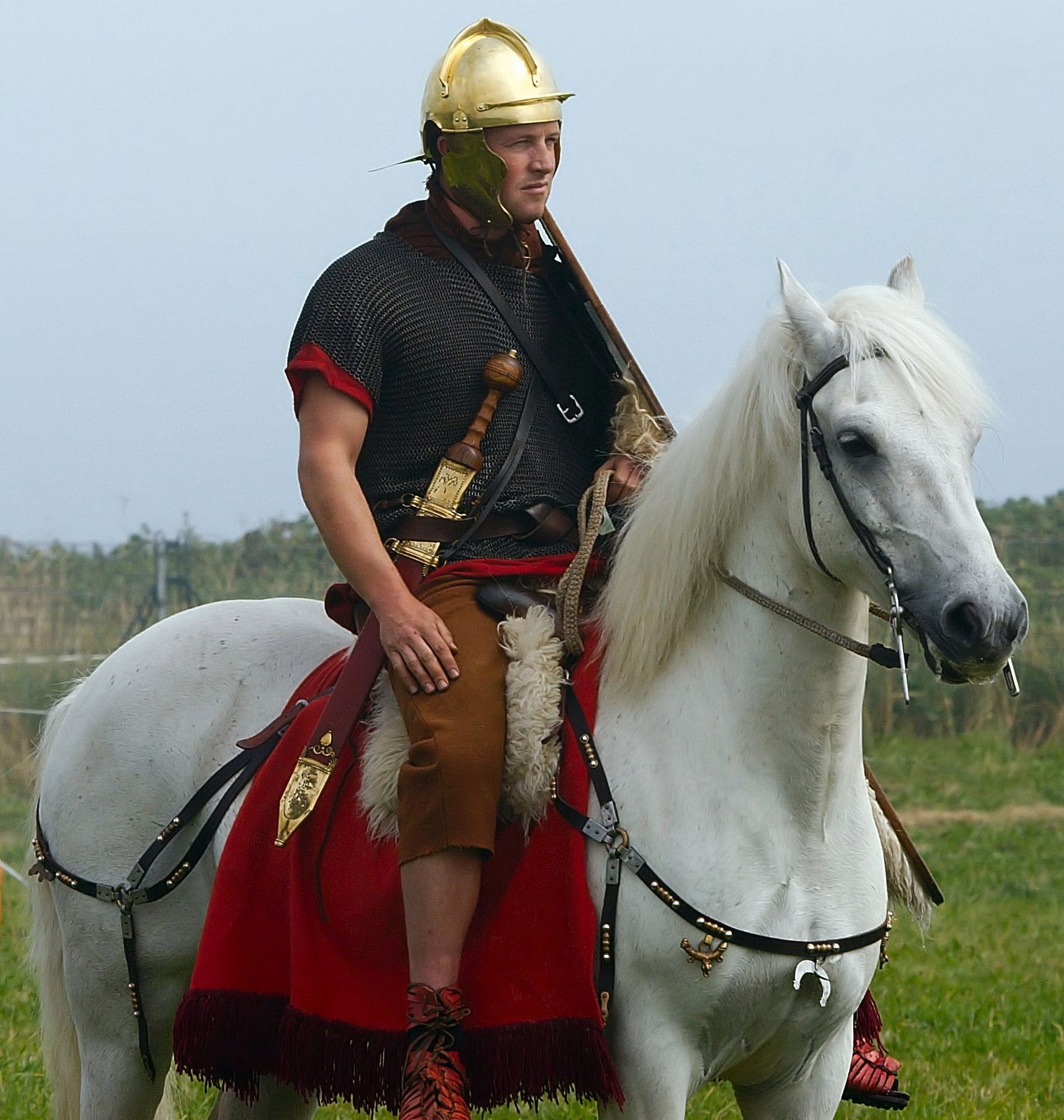
Римський вершник часів Республіки. Захищений лорика гамата, у руці — щит-парма, на поясі — спата. Під чотириріжним сідлом — червоний чепрак

- Верхня сорочка-туніка (tunica) була дуже схожою на туніки мирних жителів. Матеріалом для неї зазвачай слугувала вовна. Туніки вершників були коротшими за туніки піхотинців — до стегон. Колір міг бути червоним і білим;
- Штани нижче колін, схожі на сучасні бриджі, які називалися «феменалії» (femenalia, від femen — «стегно»);
- Плащ (sagum);
- Шолом (galea, cassis, cassida). У давньоримській армії були поширені шоломи типу «монтефортіно», «колю», «імперський італьський» та «Імперський галльський»;
- Панцир-лорика (lorica). У давньоримській кінноті звичайним був кольчужний обладунок лорика гамата (lorica hamata), який зберігався там після переходу легіонерів на лорика сегментата (lorica segmentata). Кольчуга мала розрізи знизу, щоб не стіснювати порухів під час сідання на коня. У ІІ-ІІІ ст. н. е. у кінноті отримали поширення лускаті обладунки лорика сквамата (lorica squamata);
- Портупея (cingulum) з перев'язом (balteus);
- Кавалерійський меч-спата (spatha) у піхвах (vagina) на портупеї. Вона була прийнята на озброєння римськими кавалеристами у період пізньої Республіки, а доти римська кіннота використовувала мечі-гладіуси, аналогічні піхотним. Під час Пунічних воєн римляни запозичили в іберійців кривий меч — «іспанську махайру» (machaera Hispanica), більш відому як «фальката» — вона також уживалася вершниками;
- Спис-гаста (hasta) або метальний спис-ланцея (lancea);
- Круглий щит — парма (parma) або овальний щит-кліпеус (clipeus). На відміну від піхотинців, які уживали прямокутний або овальний щит-скутум, вершники користувалися круглим щитом-пармою, який зберегався в них після його скасування у піхоті. Він також звався «кавалерійська парма» (parma equestris). Пізніше використовувався й овальний щит-кліпеус;
- Поножі (ocreae);
- Чоботи-каліги (caligae) або кальцеї (calcei);
- Остроги (calcaria);
- Шийна хустка (focale);
- Наголов'я (frenum);
- Сідло (sella) або чепрак (ephippium). Сідельні ремені були прикрашені металевими бляхами-фалерами (phalerae). Стремена були відсутні;
- Гіпосандалі (hipposandalia) — залізне взуття для коней, яке замінювало сучасні підкови;
- Сулиці в сідельних сагайдаках. Були присутні у східних найманців.

## Галерея

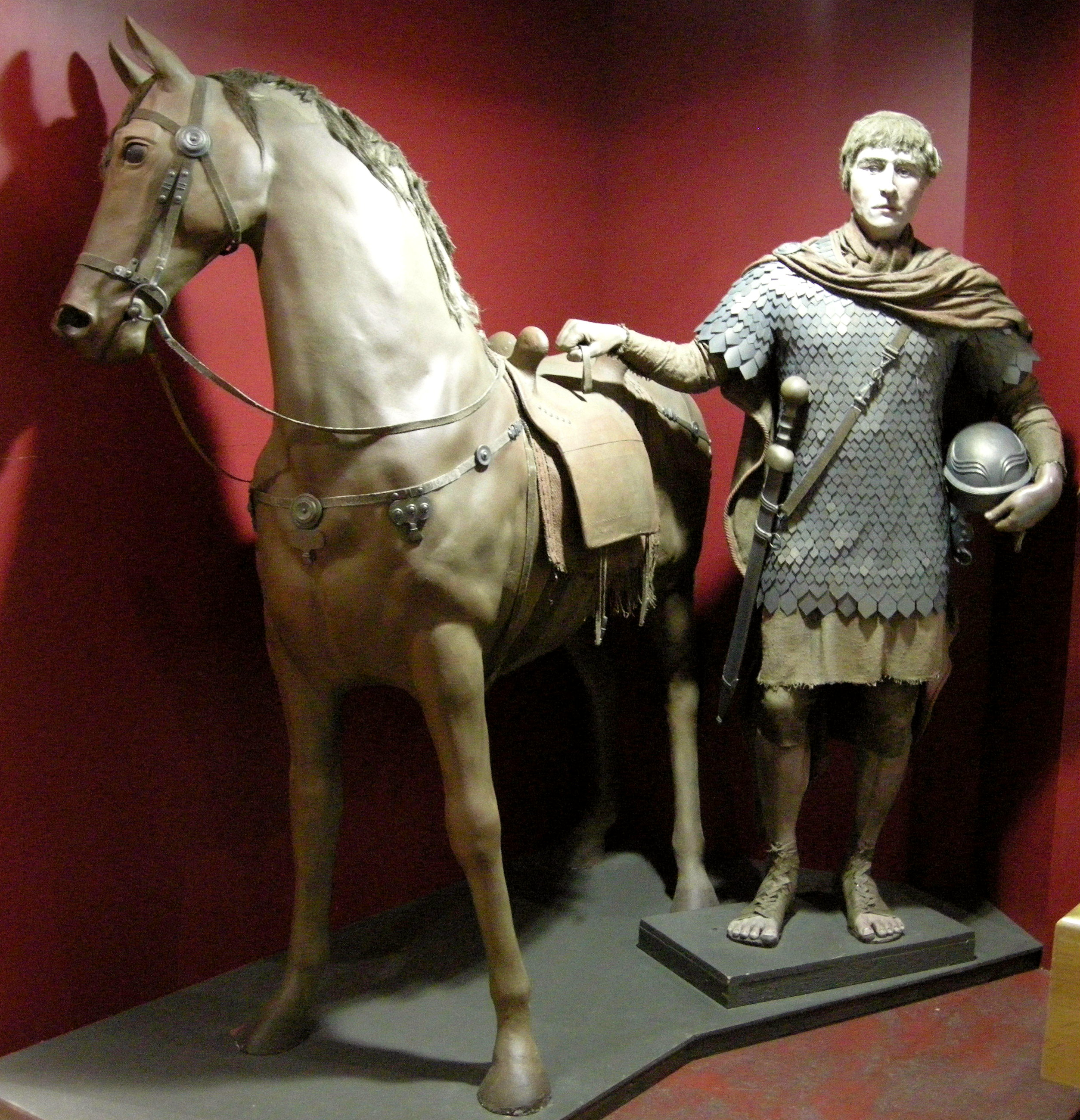
Римський вершник. Музей Стародавнього Риму в Кентербері (Англія)
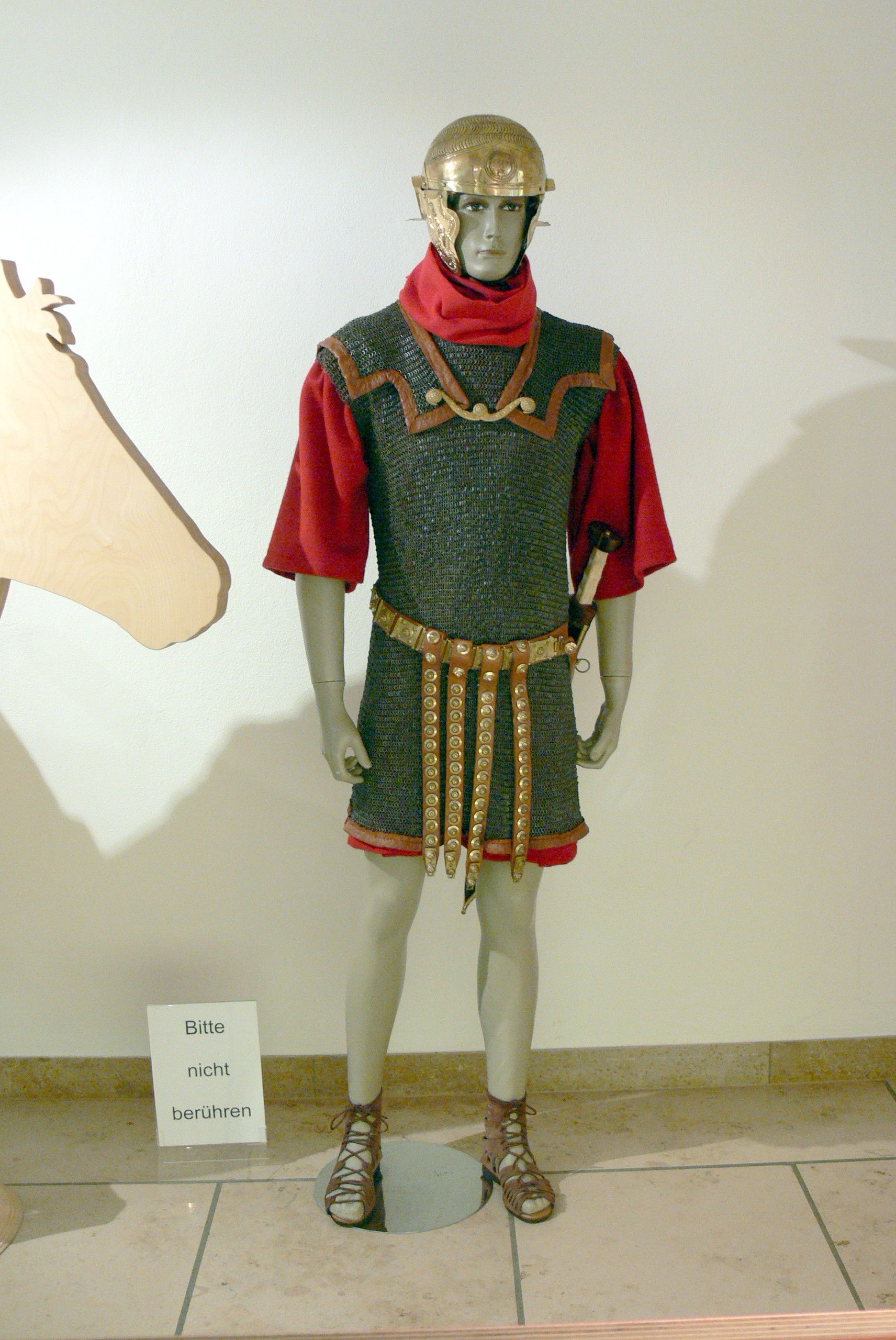
Римський вершник. Музей у Вайсенбурзі (Німеччина)
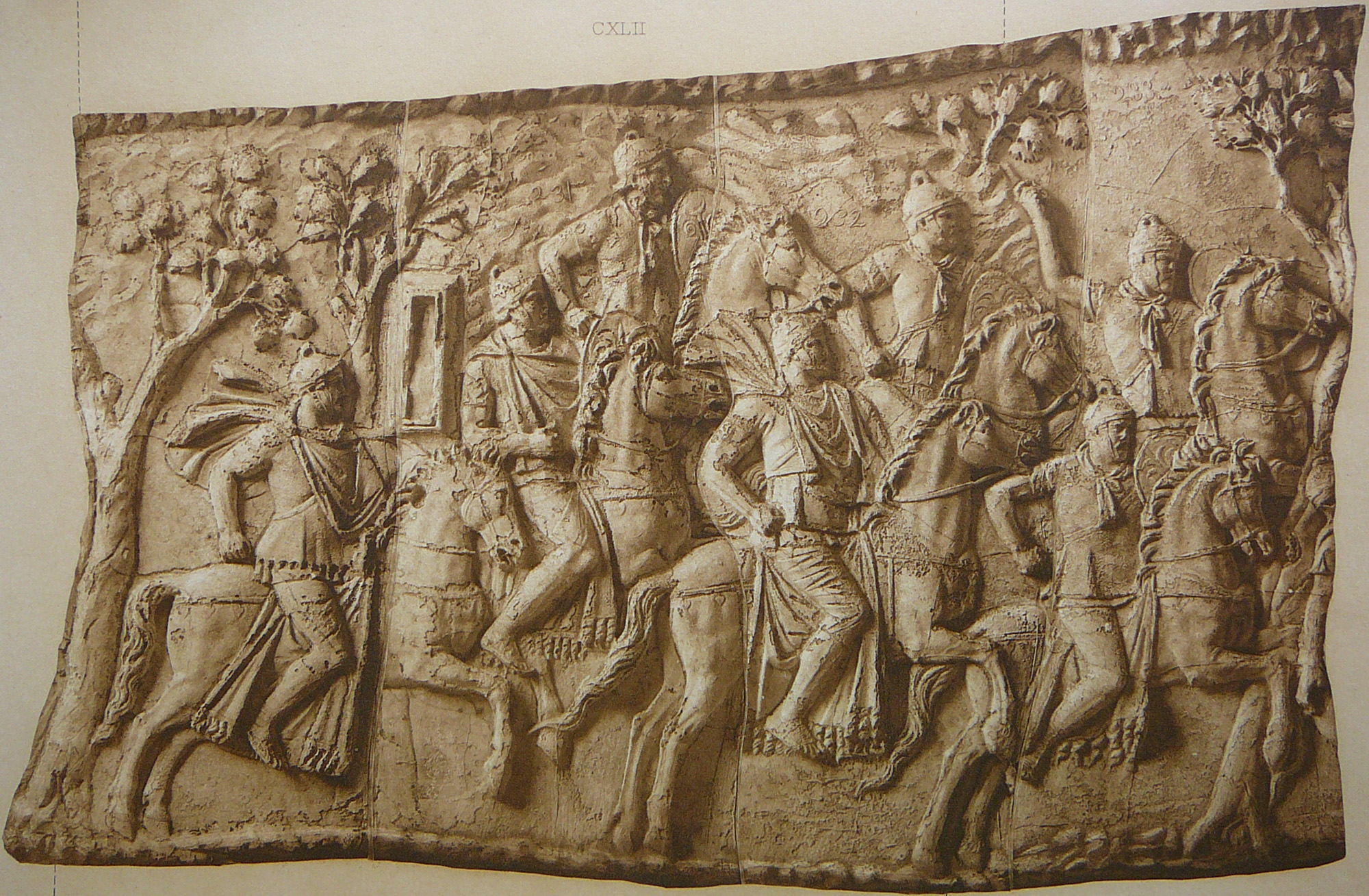
Римські вершники на барельєфі «Колони Траяна». Метопа № CIV.
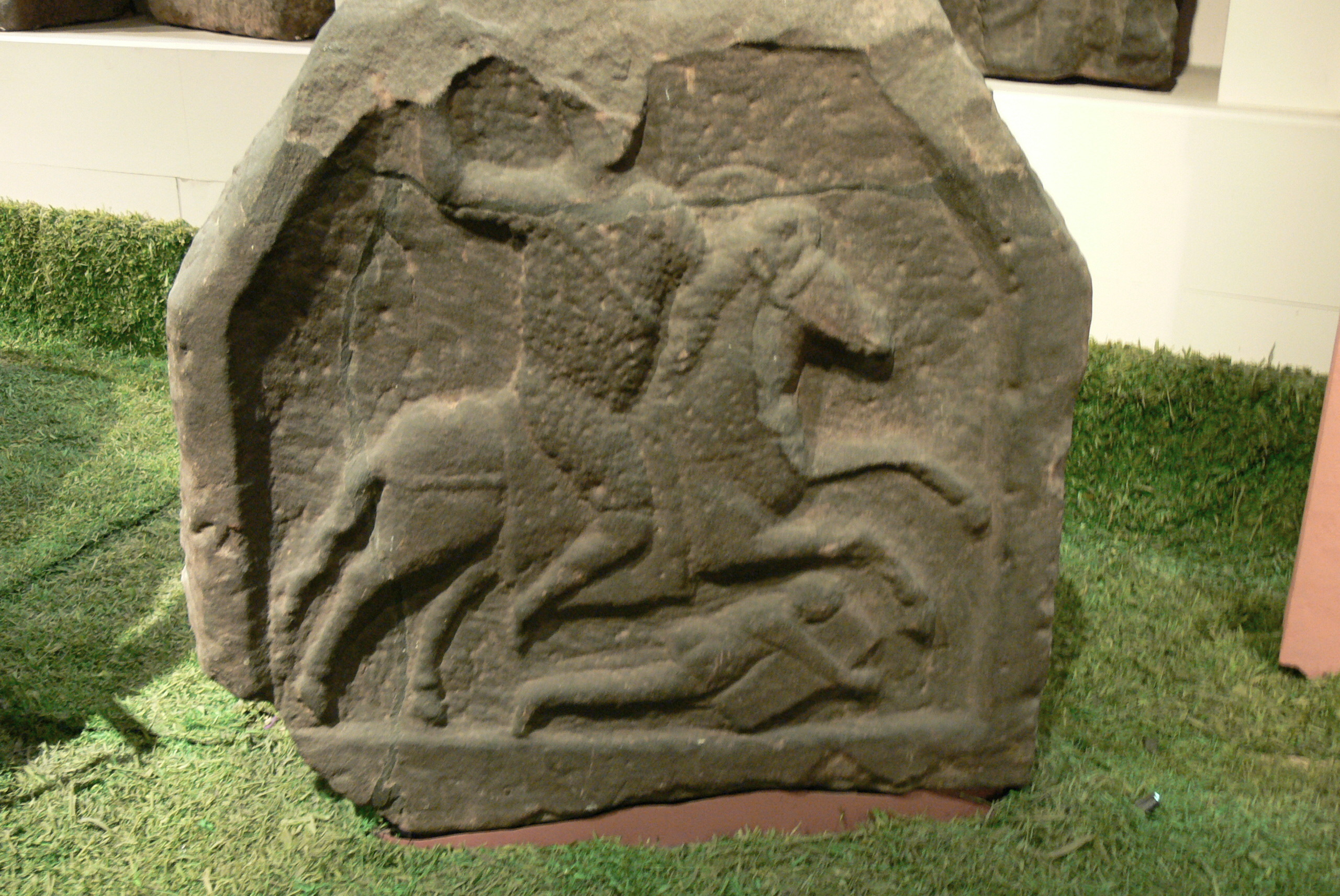
Надгоробок римського вершника. Гросвенорський музей, Честер (Англія)
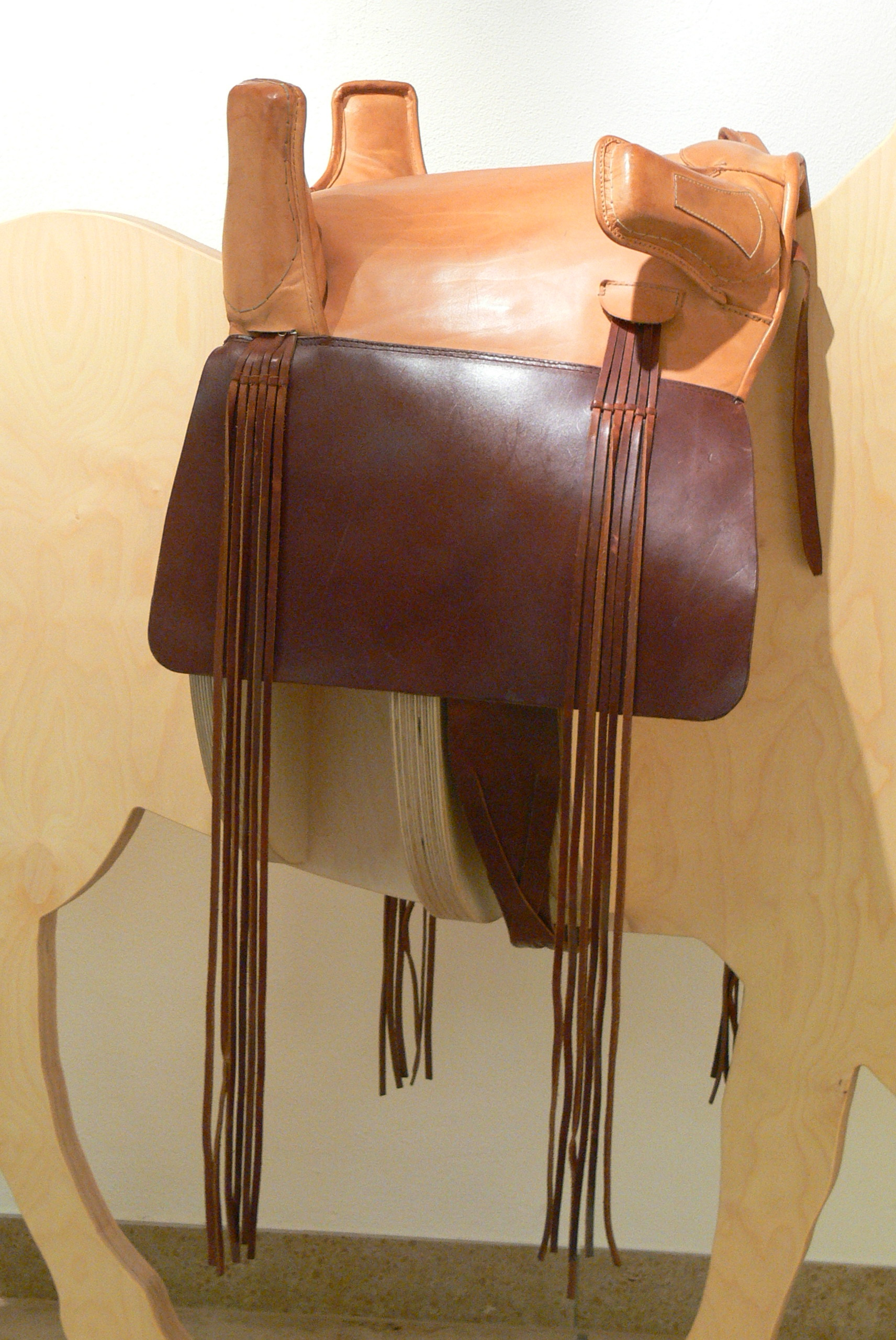
Давньоримське сідло. Музей у Вайсенбурзі (Німеччина)
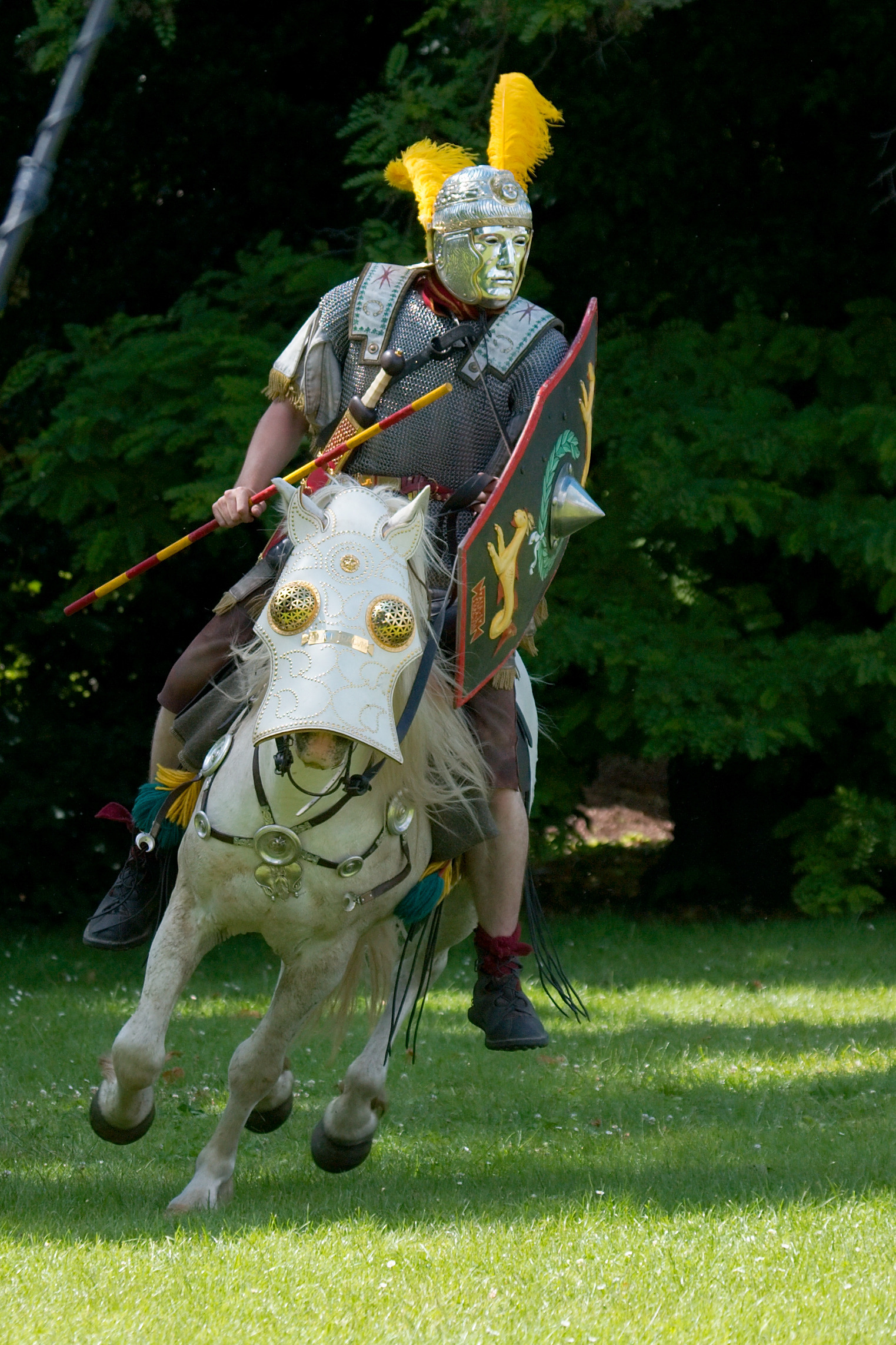
Римський вершник у бойовій масці. Сучасна реконструкція.
- Відеозапис реконструкції військових вправ римських вершників. Вілла Борґ (Німеччина)